# Régistan (Boukhara)
 (juin 2023).
Pour les articles homonymes, voir Régistan (homonymie).
Ne doit pas être confondu avec Régistan (Samarcande).
Le Régistan est une place de la ville ouzbèke de Boukhara.

## Situation
La place est située au nord-ouest du centre historique de Boukhara, à l'ouest de la citadelle Ark, à partir de la guérite dont une rampe descend sur la place. Sur le côté ouest de la place, en face de la guérite, se dresse la mosquée Bolo Hovuz.

## Histoire
À l'époque des Samanides, la place devant la citadelle était entourée de palais et autres magnifiques édifices. Entre autres choses, il y avait des madrasas, des auberges, des jardins et des bassins. À l'entrée se trouvait le Toqi Tirgaron, le bazar en forme de dôme des armuriers. La place elle-même servait de marché pour la viande, les céréales, le papier, l'encre, le bétail, les fruits, les ustensiles en bois et bien plus encore. Des exécutions ont également eu lieu sur la place.

## Description
La place, de forme irrégulière, mesure environ 200 mètres dans le sens nord-sud et, à son point le plus large, elle mesure environ 80 mètres de large. La place est pavée de pierres aux motifs variés.

## Littérature
- Klaus Pander, « Registan », in: Zentralasien, 5e édition actualisée, DuMont Reiseverlag, 2004  (ISBN 3-7701-3680-2), chap. « Buchara, die Edle », p. 148 s. (DuMont Kunstreiseführer).
- Bradley Mayhew, Greg Bloom, John Noble, Dean Starnes, « Ark and around », in: Central Asia, 5e édition, Lonely Planet, 2010  (ISBN 978-1-74179-148-8), chap. « Bukhara », p. 261 s.